# Éloyse Lesueur
Éloyse Lesueur, francoska atletinja, * 15. julij 1988, Créteil, Francija.
Nastopila je na poletnih olimpijskih igrah v leta 2012, kjer je dosegla osmo mesto v skoku v daljino. Na svetovnih dvoranskih prvenstvih je osvojila naslov prvakinje leta 2014, na evropskih prvenstvih zaporedna naslova prvakinje v letih 2012 in 2014, na evropskih dvoranskih prvenstvih pa srebrno medaljo leta 2013.